# Kenduskeag Stream
Der Kenduskeag Stream ist ein 58 km langer rechter Nebenfluss des Penobscot River im US-Bundesstaat Maine.
Er durchfließt die Ortschaften Garland, Corinth, Kenduskeag und Glenburn und mündet in Bangor in den Penobscot River. Der Fluss ist wegen seiner hohen Fließgeschwindigkeit bei Sportlern beliebt. Viele Einheimische nutzen diesen Vorteil zum Kanufahren oder Ähnlichem.

## Sonstiges
Der real existierende Fluss spielt in der fiktiven Stadt Derry des Autors Stephen King eine wichtige Rolle, etwa in dessen Roman Es.